# Alí

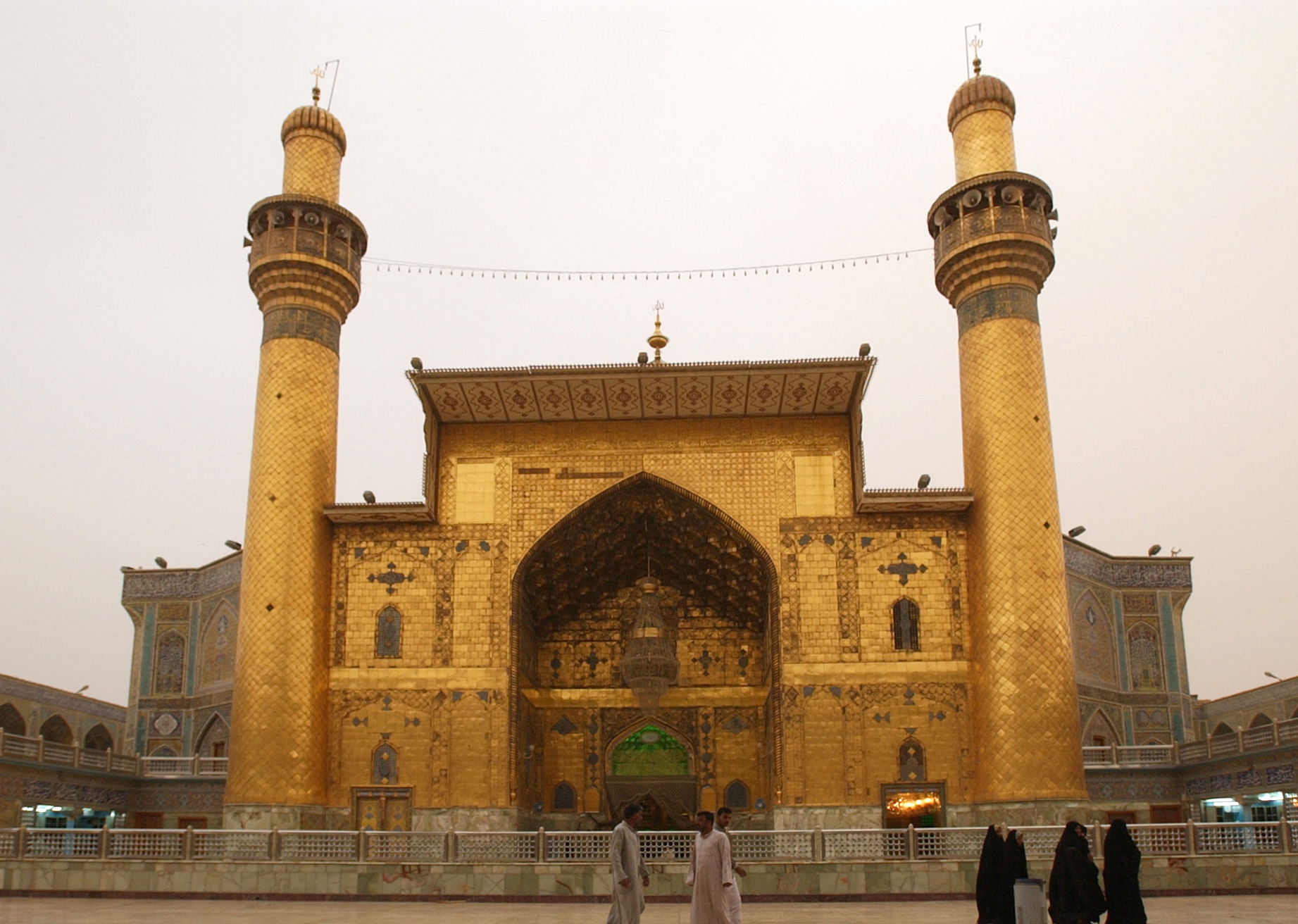
Alího hrobka v iráckém Nadžafu

Alí ibn Abí Tálib (okolo roku 599 Mekka – 28. leden 661 Kúfa) byl čtvrtý volený chalífa v letech 656–661. Byl bratrancem a zároveň zetěm Mohamedovým, protože si vzal za manželku jeho dceru Fátimu. Jeho vláda uzavírá období volených chalífů a zároveň vede k trvalému rozštěpení muslimské obce na sunnity a šíity.

## Mládí
Alí pocházel z rodu Hášimovců, jedné z větví kmene Kurajšovců. Jeho otcem byl Abí Tálib, správce Kaaby v Mekce, matkou Fátima ibn Asad. Jeho rodiče měli dobré vztahy s Muhammadem a navzájem si pomáhali. Kolem roku 610, kdy měl Muhammad první zjevení, byl již Alí jeho blízkým společníkem. Stal se jedním z prvních stoupenců Islámu a pomáhal nepočetné skupině souvěrců v Mekce. Toto období se uzavřelo roku 622, kdy Muhammad prostřednictvím lsti Mekku opustil a přesunul se do Játhribu (dnešní Medina). Hlavním účastníkem této lsti byl Alí, který zastoupil Muhammada v jeho ložnici, zatímco Prorok prchal z města. Za několik dní jej Alí následoval.
V Medině pak došlo k posílení rodinných svazků. Alí na základě jednoho z Muhammadových zjevení dostal za ženu jeho dceru Fatimu. Alí se pak v letech 625–632 podílel na rozšiřování Islámu v oblasti Jemenu a vedl obranu muslimské obce proti útokům z Mekky. Účastnil se například bitvy u Uhudu roku 625, bitvy u Hunajnu roku 630, kde osobně bránil Proroka Muhammada.

## Raný chalífát
Když roku 632 Prorok náhle zemřel, nezanechal žádnou zmínku ohledně svého nástupce. Z jeho dětí přežila jediná dcera Fátima, jejímž manželem byl Alí – jeho nárok na vedení obce byl tedy opodstatněný a získal si řadu stoupenců. Soudobé prameny však zmiňují, že Alí byl přímý a udatný, ale také nerozhodný, neobratný a váhavý, což mu neumožnilo využít situaci. Chalífou byl zvolen Abú Bakr a poté Umar ibn al-Chattáb. Obě volby Alí uznal. Při volbě Uthmána chalífou roku 644 se nakonec musel podřídit rozhodnutí většiny tehdejších Prorokových blízkých, neboť se předpokládalo, že budou moci přes Uthmánovu slabost prosazovat své zájmy. Situaci však okamžitě využili Umajjovci k upevnění vlastní moci.

## Chalífa
Roku 656 byl ve svém domě zabit chalífa Uthmán. Původní spiklenci pak využili své dočasné převahy a podařilo se jim prosadit jako čtvrtého chalífu Alího. Jeho volba však záhy narazila na odpor jednak v provinciích, kde byli již pevně usazeni Umajjovci, jednak v jeho vlastním rodě, kde se projevily špatné vztahy s Muhammadovou ženou Ajšou. Opozice, která se rozhodla vystoupit proti Alího chalífátu, měla společnou jedinou věc, a to vyhledání a potrestání Uthmánových vrahů. Tuto zásadní věc se Alímu nepodařilo splnit, a tak ho čekal dlouhý boj.

### Opozice vlastního rodu
Ve vlastním rodě musel Alí čelit třem lidem – Talhovi, az-Zuubajrovi a Prorokově manželce Ajše. Po Uthmánově vraždě se všichni tři nacházeli v Mekce, kde požívali práva azylu. Ještě v průběhu roku 656 se však na velbloudech přesunuli do jižní Mezopotámie, kde se jim podařilo ovládnout Basru. Alí musel kvůli rozjitřeným poměrům opustit Hidžáz, následoval je a podařilo se mu uchytit ve stejné oblasti v Kúfě.
V zimě roku 656 pak přitáhl před Basru a snažil se s odpůrci vyjednávat. Jednání však dopadla neúspěšně a 7. listopadu 656 došlo k bitvě, která je známá jako „Velbloudí bitva“. Tradiční název má souvislost s Ajšou, která po smrti Talhy a az–Zubajra velela vojsku z hřbetu svého velblouda. Poté, co byla Ajša zajata, se stal Alí vítězem, přičemž ovládl celý Irák. Ajšu pak propustil na svobodu a zajistil jí bezpečný doprovod do Mediny. Toto vítězství mu zároveň zajistilo podporu řady odpadlých provincií. Jediným protivníkem, který stále bojoval, byl Mu'ávija z rodu Umajjovců, místodržící Sýrie.

### Boj s Mu'ávijou
Mu'ávija, nejvýznamnější člen rodu Umajjovců, byl místodržícím v Sýrii téměř dvacet let. Za tuto dobu zde měl vybudovanou silnou pozici. Roku 656 se prohlásil mstitelem a rozhodl se s Alím bojovat.
Alí proti Mu'ávijovi vytáhl roku 657 a jejich vojska se střetla v bitvě u Siffínu. Bitva, která je proslulá zdlouhavým vyjednáváním, by pravděpodobně dopadla v Alího prospěch, ale opět se projevily Alího negativní vlastnosti nerozhodnost a váhavost. Mu´ávija utrpěl značné ztráty, ale z bitvy se nakonec diplomaticky odpoutal poté, co jeho vojáci v předních řadách nesli na kopích Korán. Náboženští fanatici v Alího armádě pak přestali bojovat, což mělo velký dopad na morálku.
Z nerozhodné bitvy pak vzešlo diplomatické jednání, které měli vést zástupci obou zúčastněných stran. Toto jednání mělo přinést smír. Za Mu´áviju jednal Amr ibn al-Ás, za Alího se zúčastnil Abú Músa al-Ašarí. Amr ibn al-Ás byl lepším vyjednavačem a podařilo se mu prosadit rozhodnutí, že se uskuteční nová volba chalífy, které se nebude účastnit ani Alí, ani Mu'ávija.
Toto rozhodnutí se pro Alího stalo nepřijatelným a rozhodl se obnovit boj. Tím porušil dohodu a otevřeně vystoupil proti Mu'ávijovi, čímž ztratil mnoho svých stoupenců, kteří se proti němu vzbouřili. V červenci 658 se mu tyto rebely podařilo porazit a obnovit tak kázeň ve svém táboře. V chalífátu však jeho pozice výrazně oslabila. Mu´ávija uzavřel mezitím příměří s Byzantskou říší a získal pod svou kontrolu Egypt a v červenci 660 se v Jeruzalémě nechal prohlásit chalífou. K dalšímu boji však již nedošlo, protože 28. ledna 661 byl Alí zavražděn v mešitě v Kúfě členem sekty Cháridžovců.

### Další rozštěpení muslimské obce – Cháridža
V průběhu bitvy u Siffínu roku 657 došlo k zásadní rozepři. Poté, co Alí kvůli použití knih Koránu přímo v bitvě boj zastavil a začal vyjednávat s Mu´ávijou, se část jeho vojska vzbouřila. Jejich mluvčí tvrdili, že rozhodnutí nedá diplomatické jednání, ale pouze samotný Bůh a bojiště. Žádali proto odvolání jednání s Mu´ávijou a obnovení boje. Alí jim nevyhověl, a proto vzbouřenci odtáhli a utábořili se nedaleko Kúfy. Tato vzpoura tak dala vznik sektě, která dostala jméno Cháridža (odlučující se, odpadlická).
Tito lidé se zřekli Alího a prohlásili, že hlavou muslimské obce se může stát kterýkoliv pravověrný muslim, což bylo také jediné, čím se od dosavadních dvou proudů Islámu lišili. Zvolili si proto vlastního chalífu a začali šířit svou tezi. Cháridžovci používali v těchto letech hlavně násilí, napadali široké okolí Kúfy a po Alího zásahu, kdy je roku 658 porazil, se rozptýlili po celém Iráku a nadále vyvolávali nepokoje. Roku 661 pak zavraždili i samotného chalífu Alího.

## Důsledky Alího smrti
Alího smrtí skončilo období tzv. volených chalífů a začala éra Umajjovců. Mu´ávija se po rezignaci Alího syna Hasana v létě 661 stal definitivně chalífou. Ti, kdož věřili v následnictví Alího (šíité) a jeho potomků, museli přejít do ilegality.
Dále došlo k posunu centra chalífátu směrem na sever. Již Alí sídlil v irácké Kúfě, která je dnes posvátným místem šíitů, naproti tomu Umajjovci přesídlili do Damašku, a Medína tak ztratila svůj rozhodující vliv.